# Ставки (Тульчинський район)
Ставки (стара назва Слободо-Хрестище) — село в Україні, в Піщанській селищній громаді Тульчинського району Вінницької області. Населення становить 805 осіб.

## Історія
Село заснував польський магнат М. Ярошинський (1742—1805) наприкінці XVIII століття. Свою першу назву село дістало від сусіднього села Хрестищі (тепер Миролюбівка), згодом село почали називати Слободо-Ставки, Ставецька Слобода, Ставки, імовірно, від наявних дотепер каскадів невеликих ставків. У центрі села збереглась кам'яна церква, побудована в 1790 році та освячена на честь Покрови Пресвятої Богородиці. Активну участь у будівництві церкви брав поміщик Ярошинський, він, зокрема, виділив для її будівництва камінь, дерево та власним коштом побудував дзвіницю (не збереглася, в 1934 році була розібрана на будівельні матеріали). З колишнього маєтку Ярошинського збереглась одна будівля, яка довгий час використовувалась як школа.
7 (20) листопада 1917 року, відповідно до Третього Універсалу Української Центральної Ради, увійшло до складу Української Народної Республіки.
15 серпня 1919 р. у бою за Ставки проти комуно-московських військ був тяжко поранений командир 6-ї сотні 7-го Синього полку 3-ї Залізної дивізії Армії УНР Олекса Люлька.
У період часу з 19 серпня 1941 року по 29 січня 1944 року село входило до Пішанської претури Рибницького повіту Губернаторства Трансністрія(період румунської окупації).
12 червня 2020 року, відповідно до Розпорядження Кабінету Міністрів України від № 707-р «Про визначення адміністративних центрів та затвердження територій територіальних громад Вінницької області», село увійшло до складу Піщанської селищної громади.
19 липня 2020 року, в результаті адміністративно-територіальної реформи та ліквідації Піщанського району, воно увійшло до складу новоутвореного Тульчинського району.

## Галерея

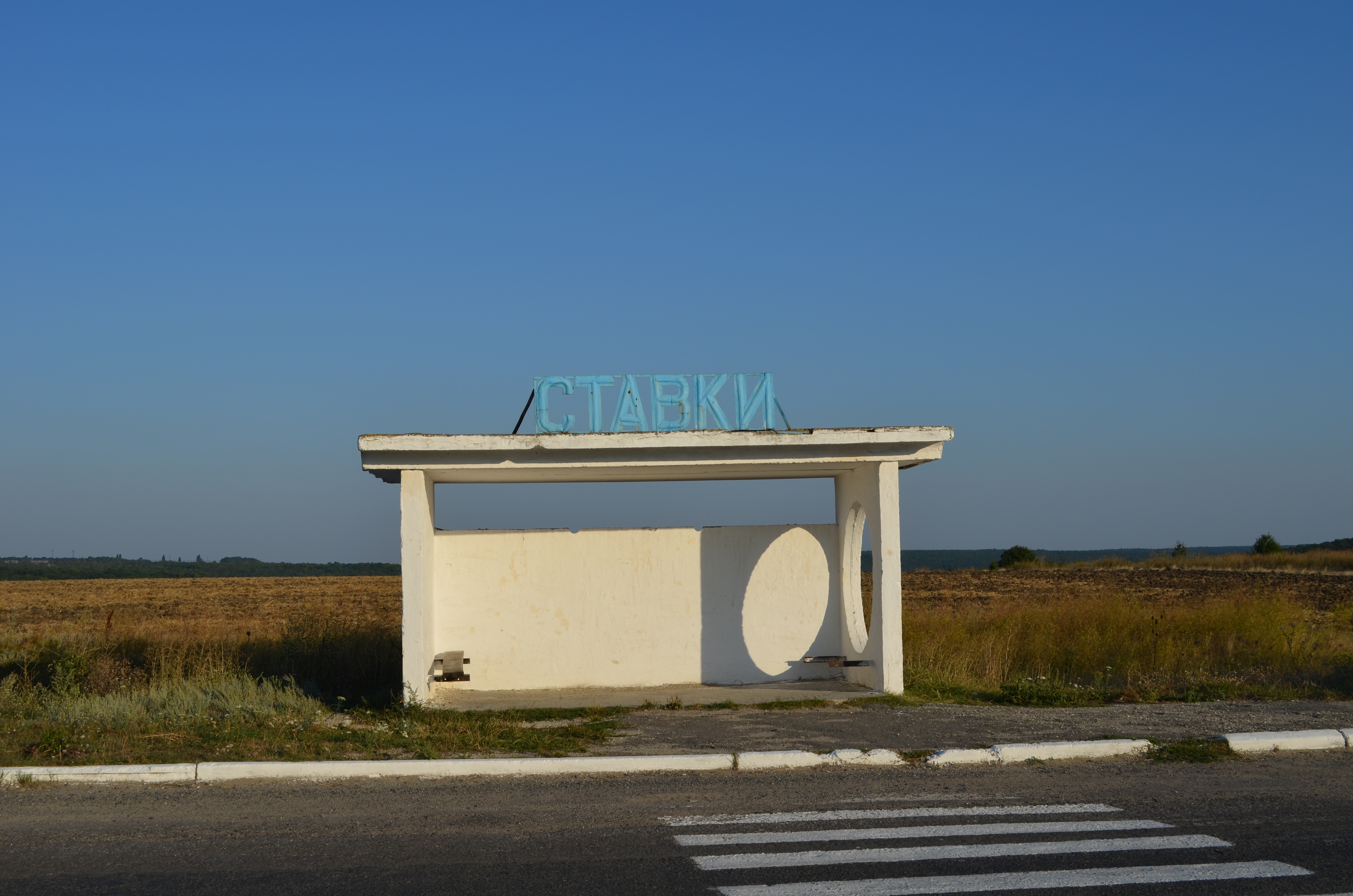
Автобусна зупинка
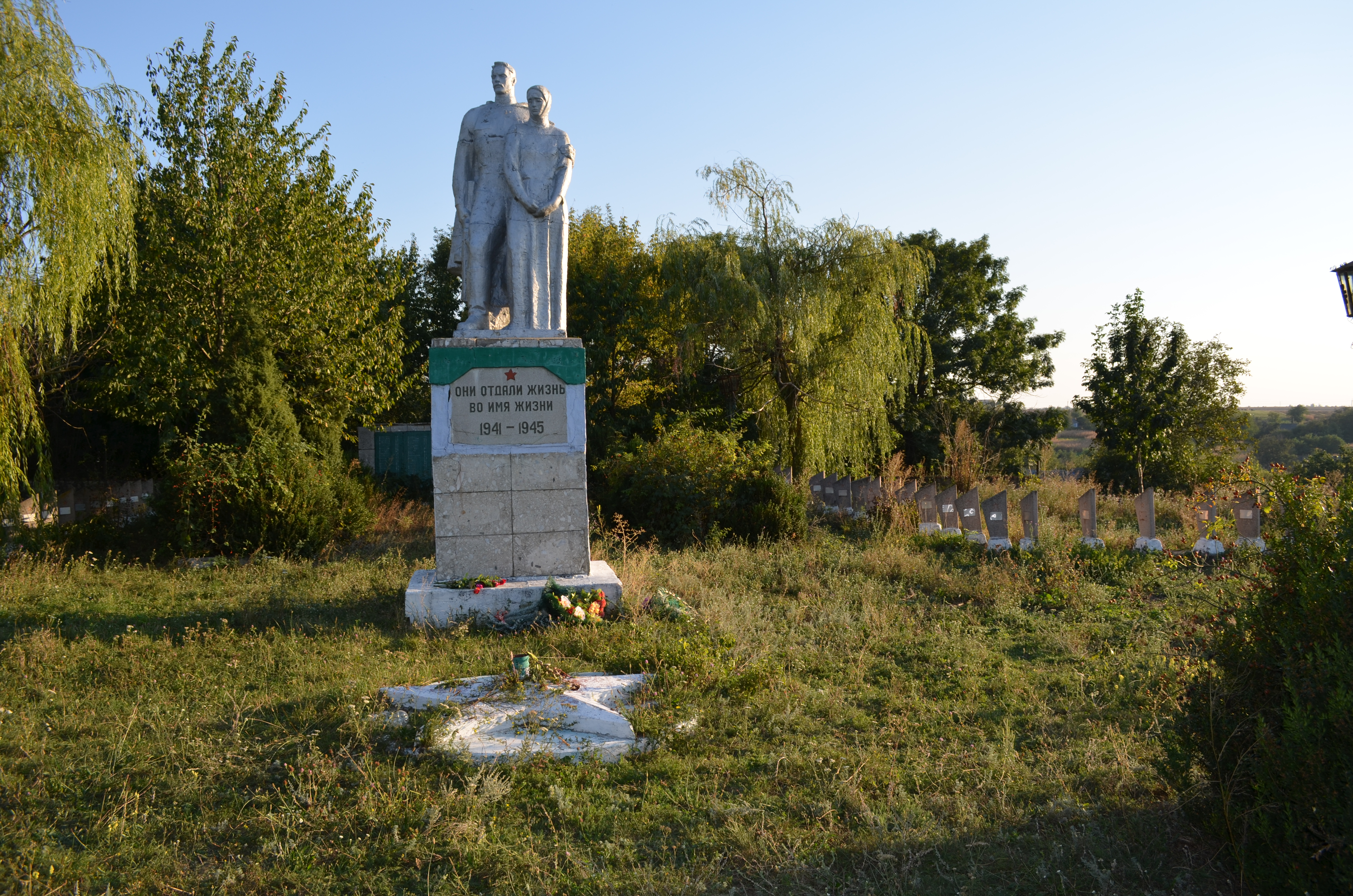
Пам'ятник воїнам-односельчанам
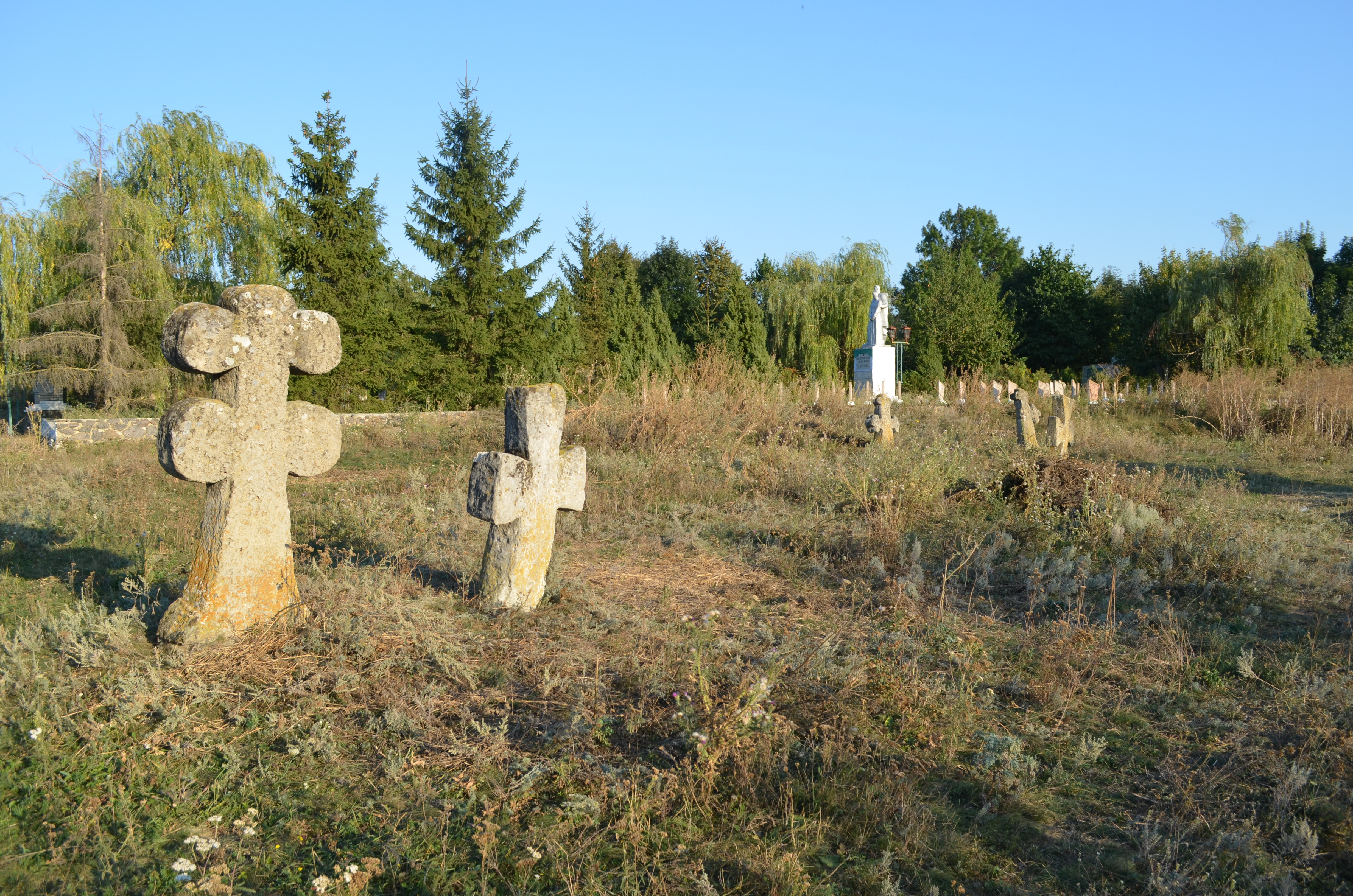
Стародавнє кладовище
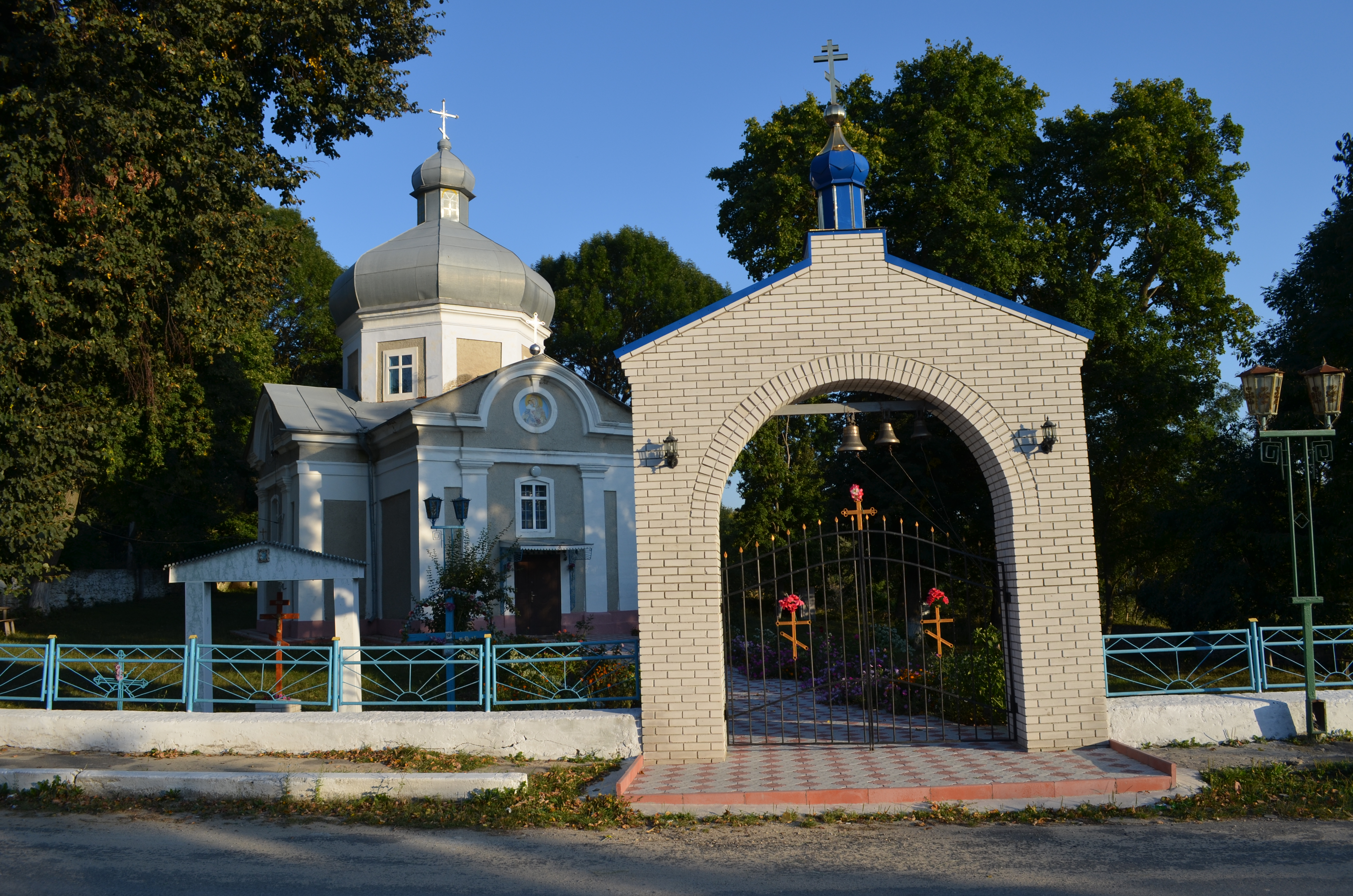
Церква
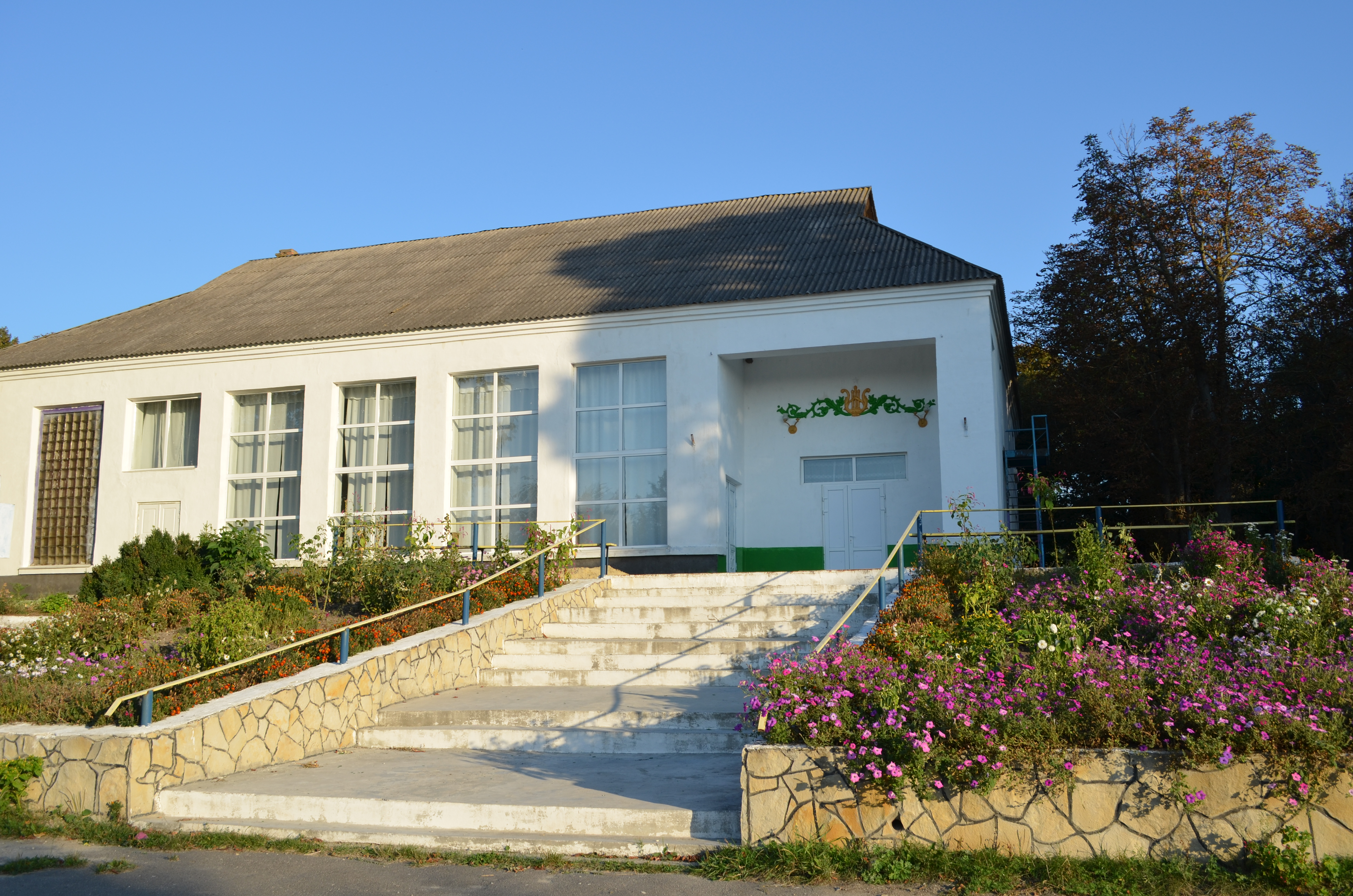
Будинок культури
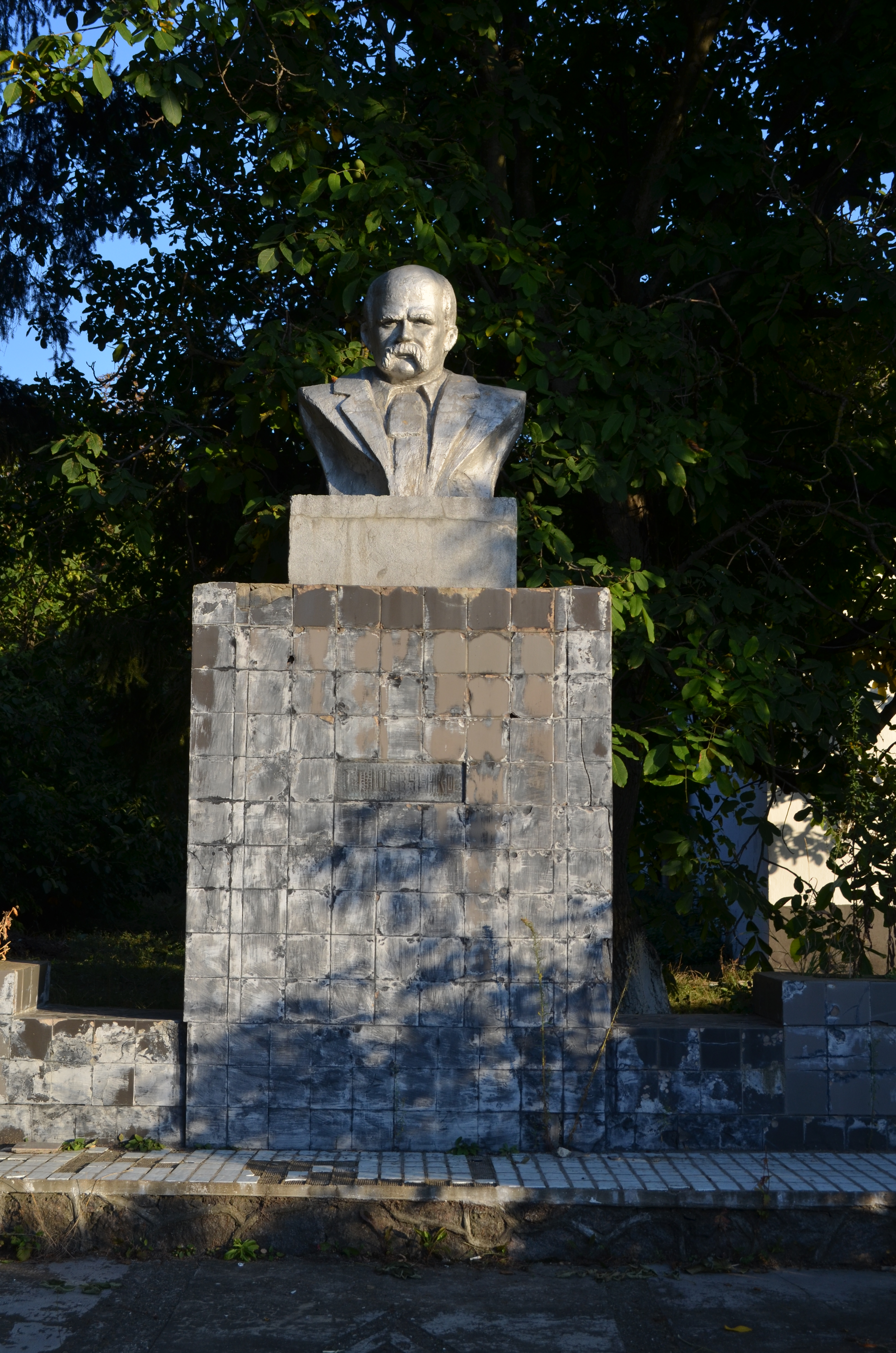
Пам'ятник Т. Г. Шевченку
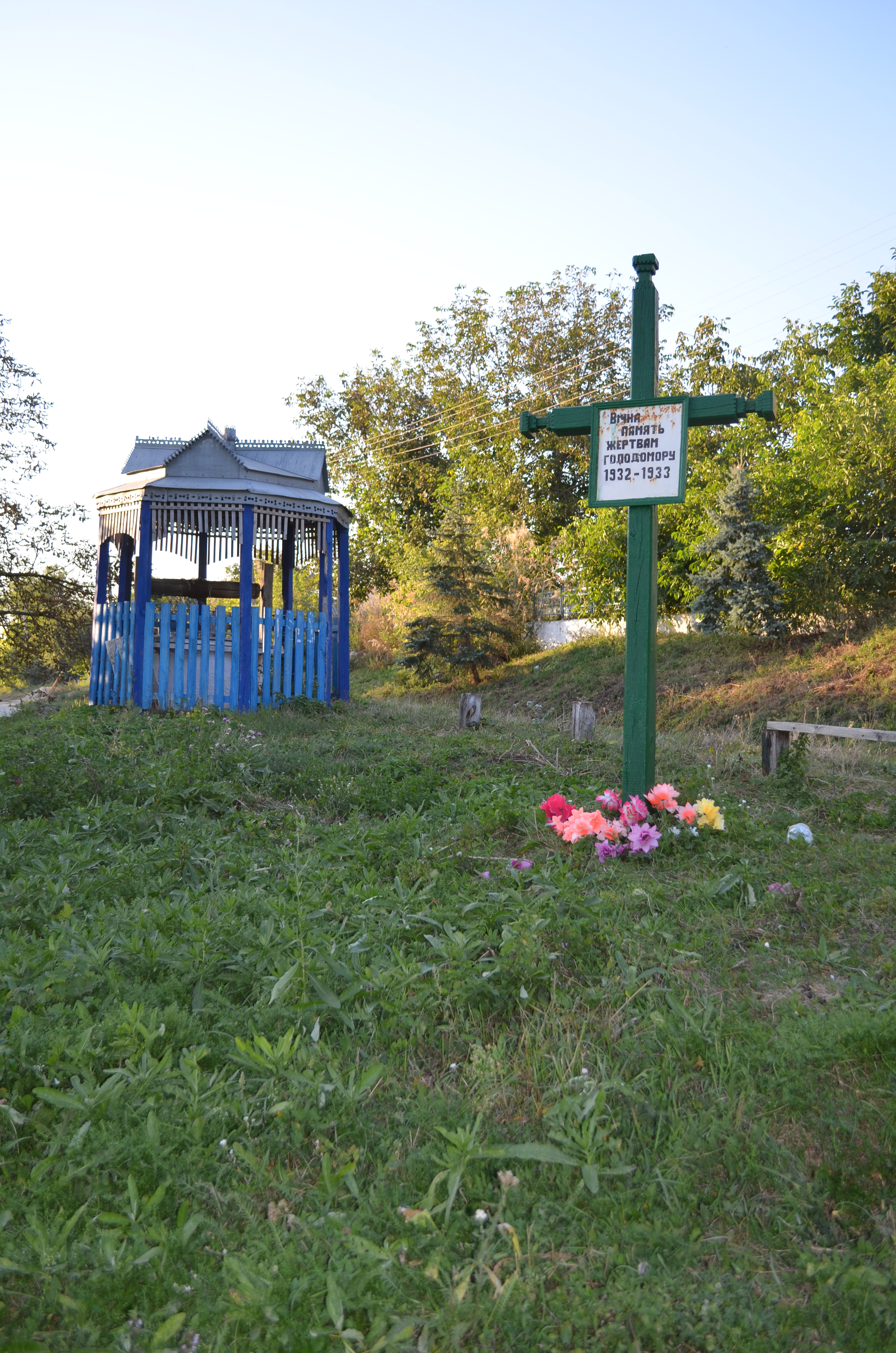
Хрест пам'яті жертв Голодомору
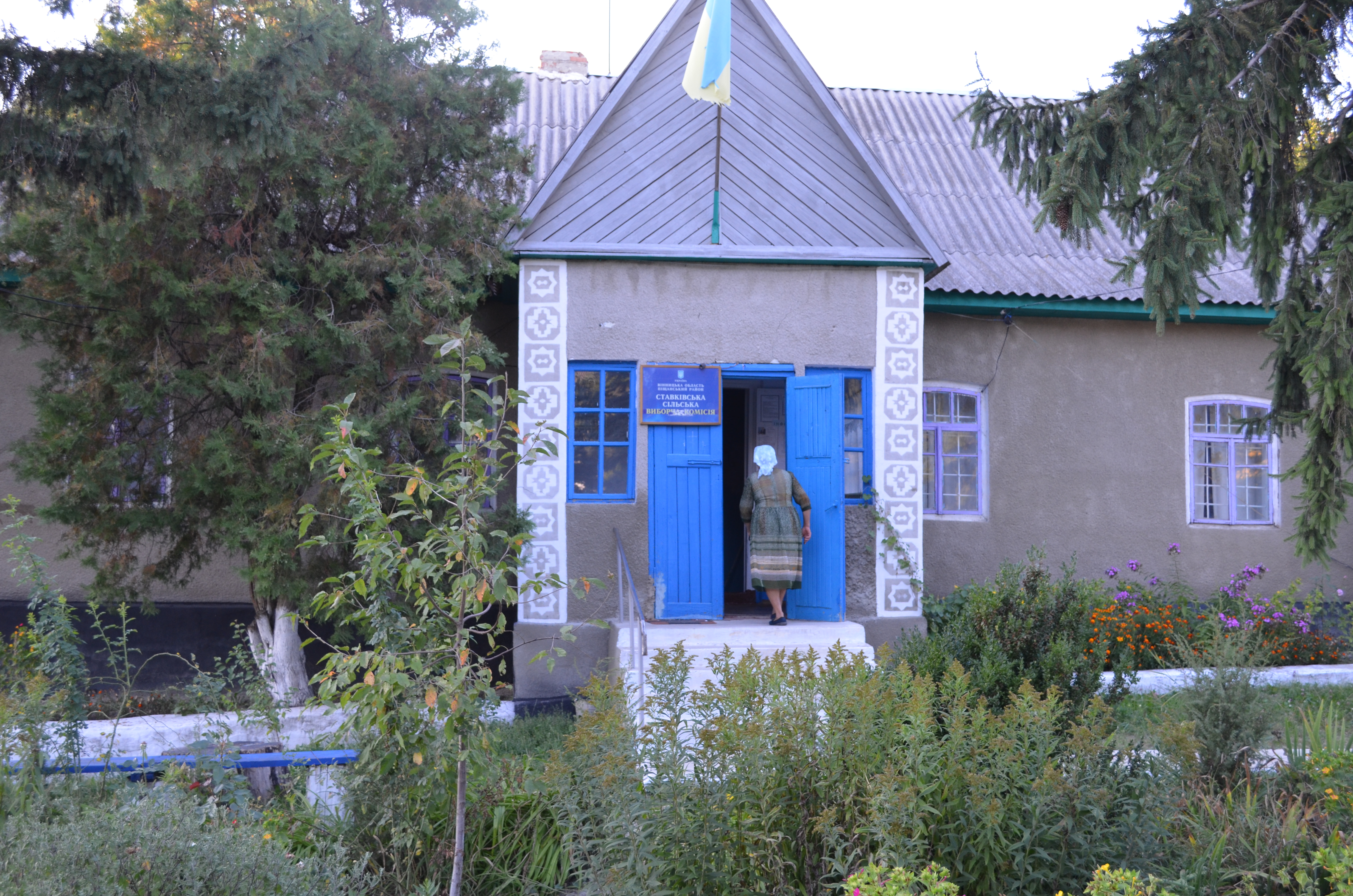
Сільська рада
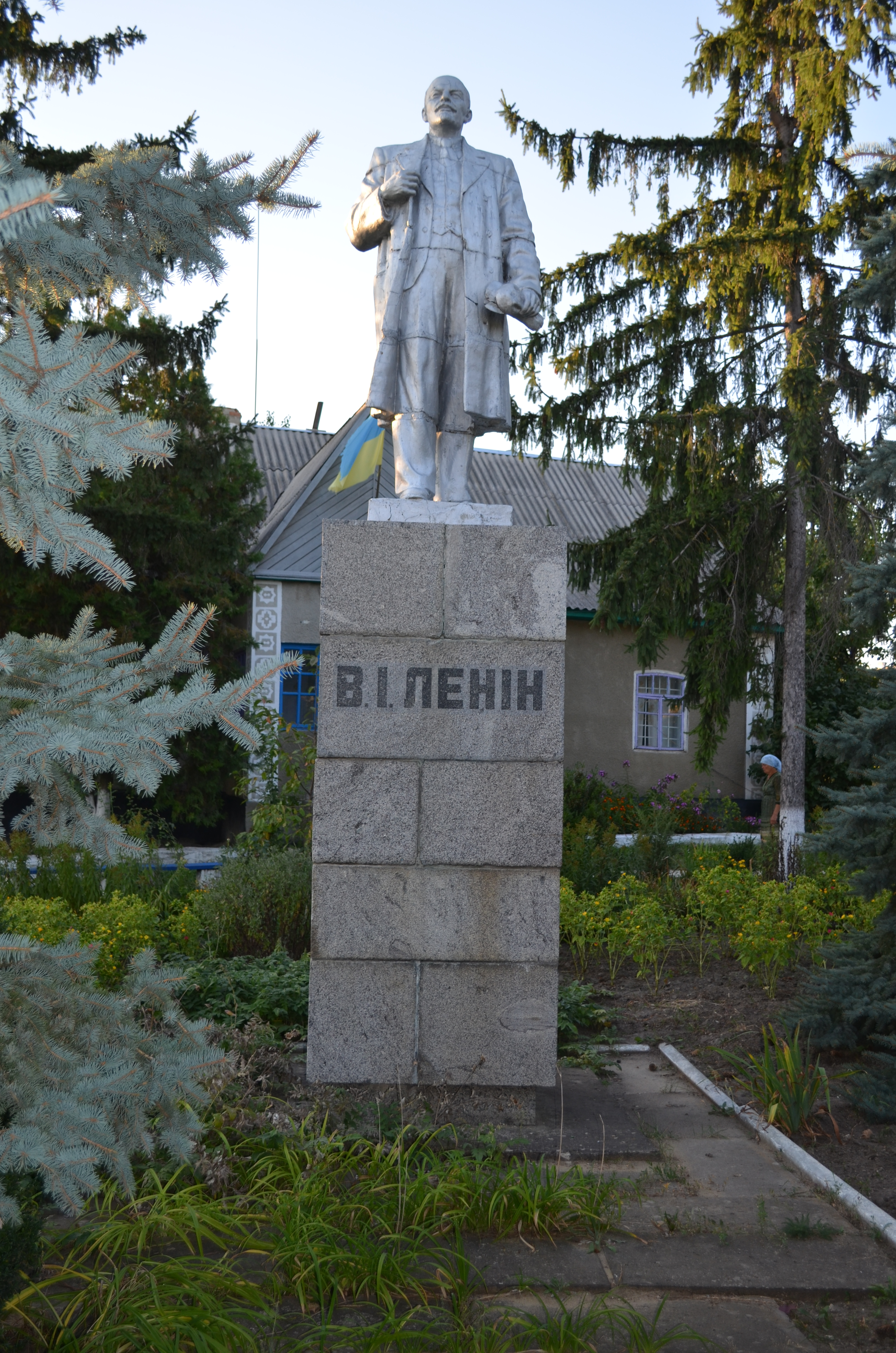
Пам'ятник В. І. Леніну
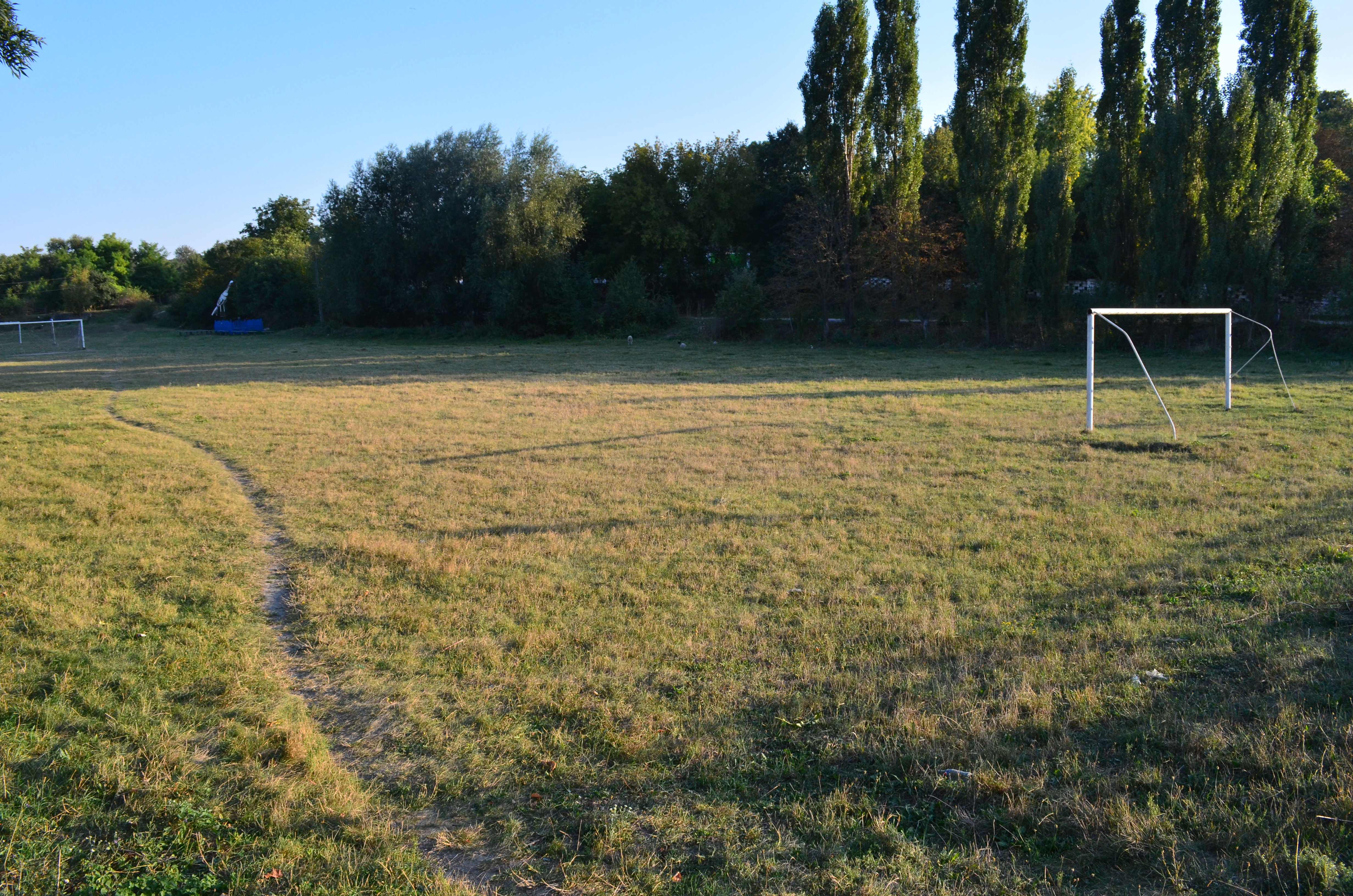
Стадіон
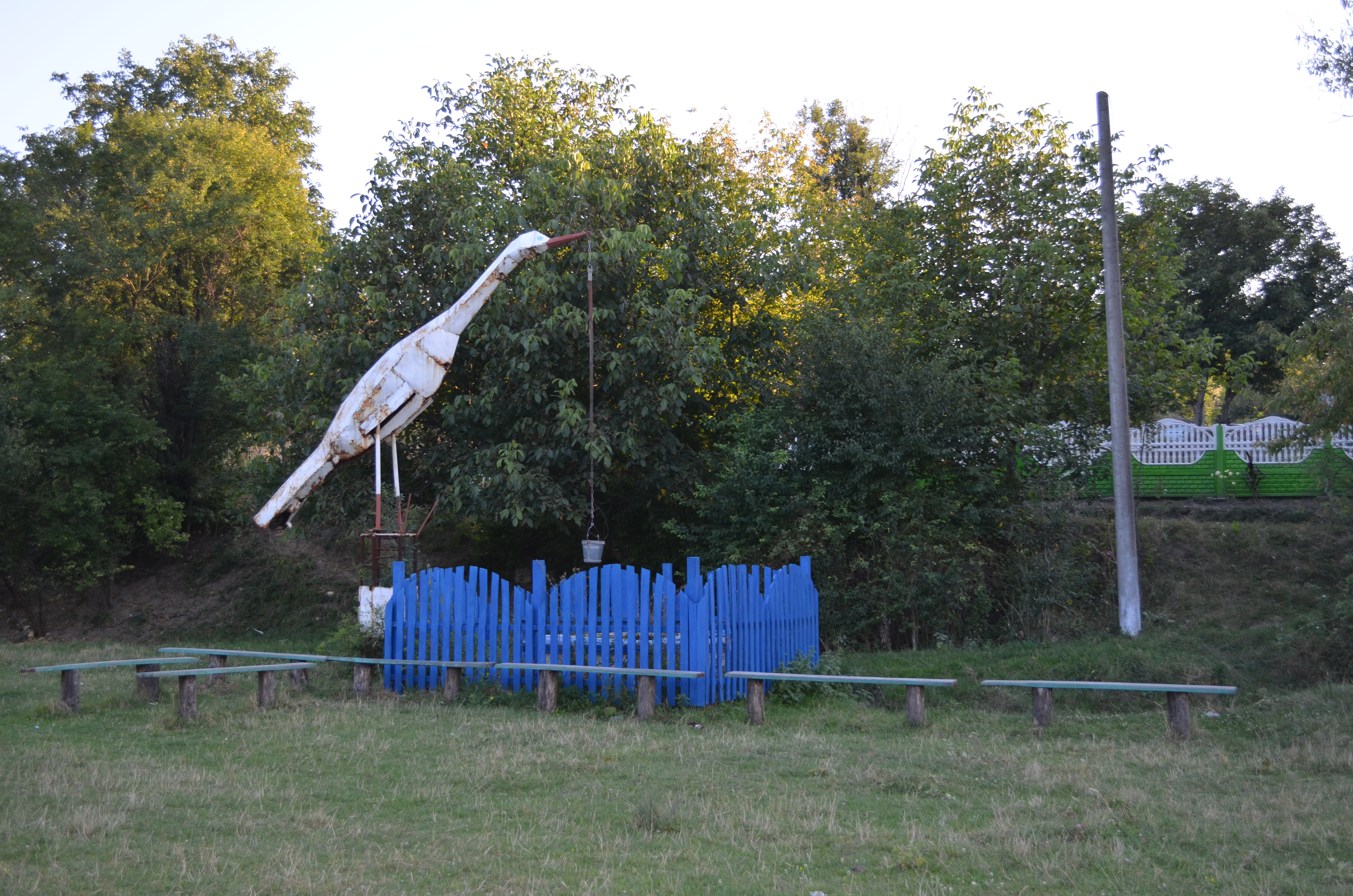
Криниця-журавель
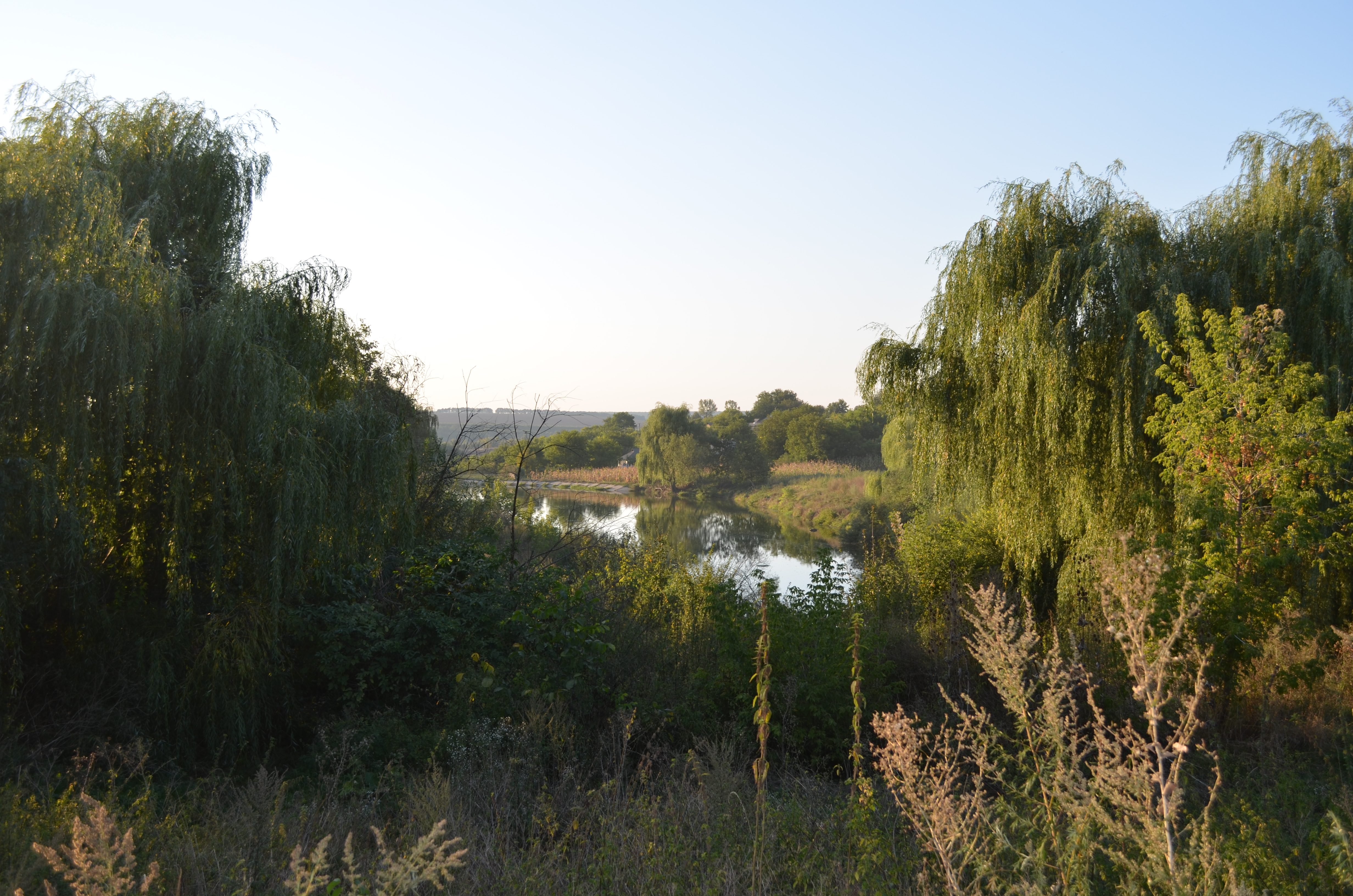
Ставок
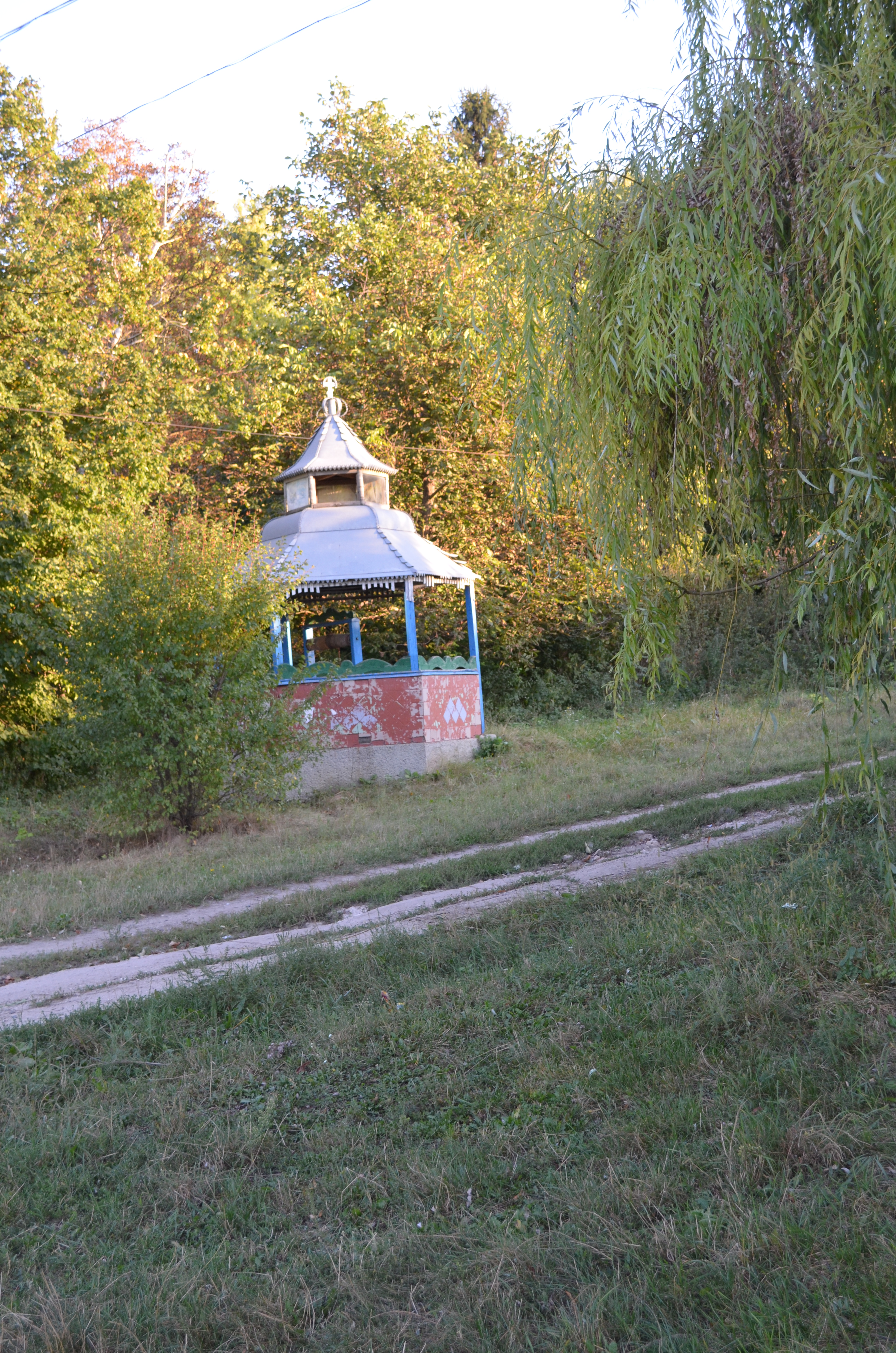
Криниця
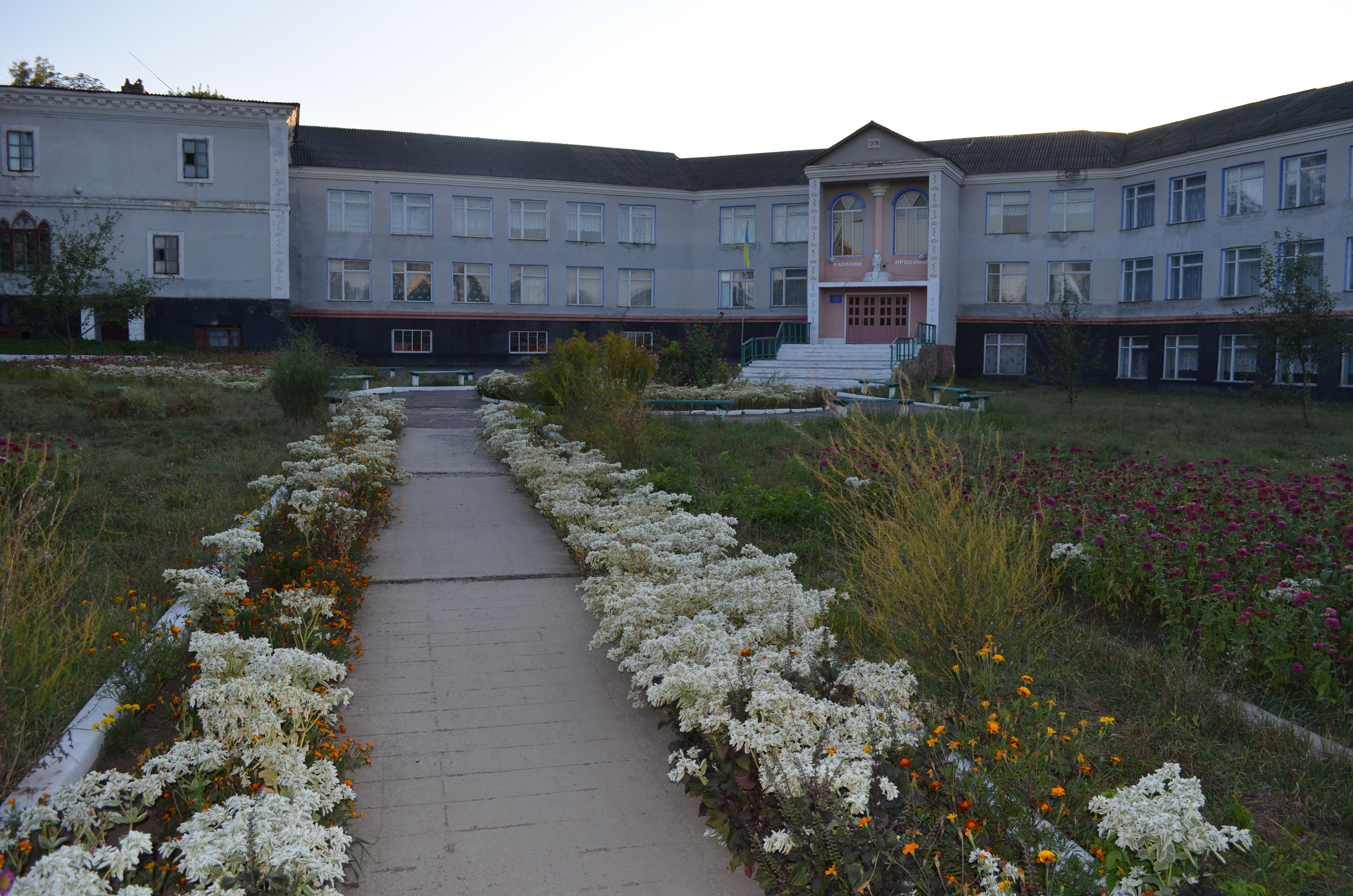
Школа
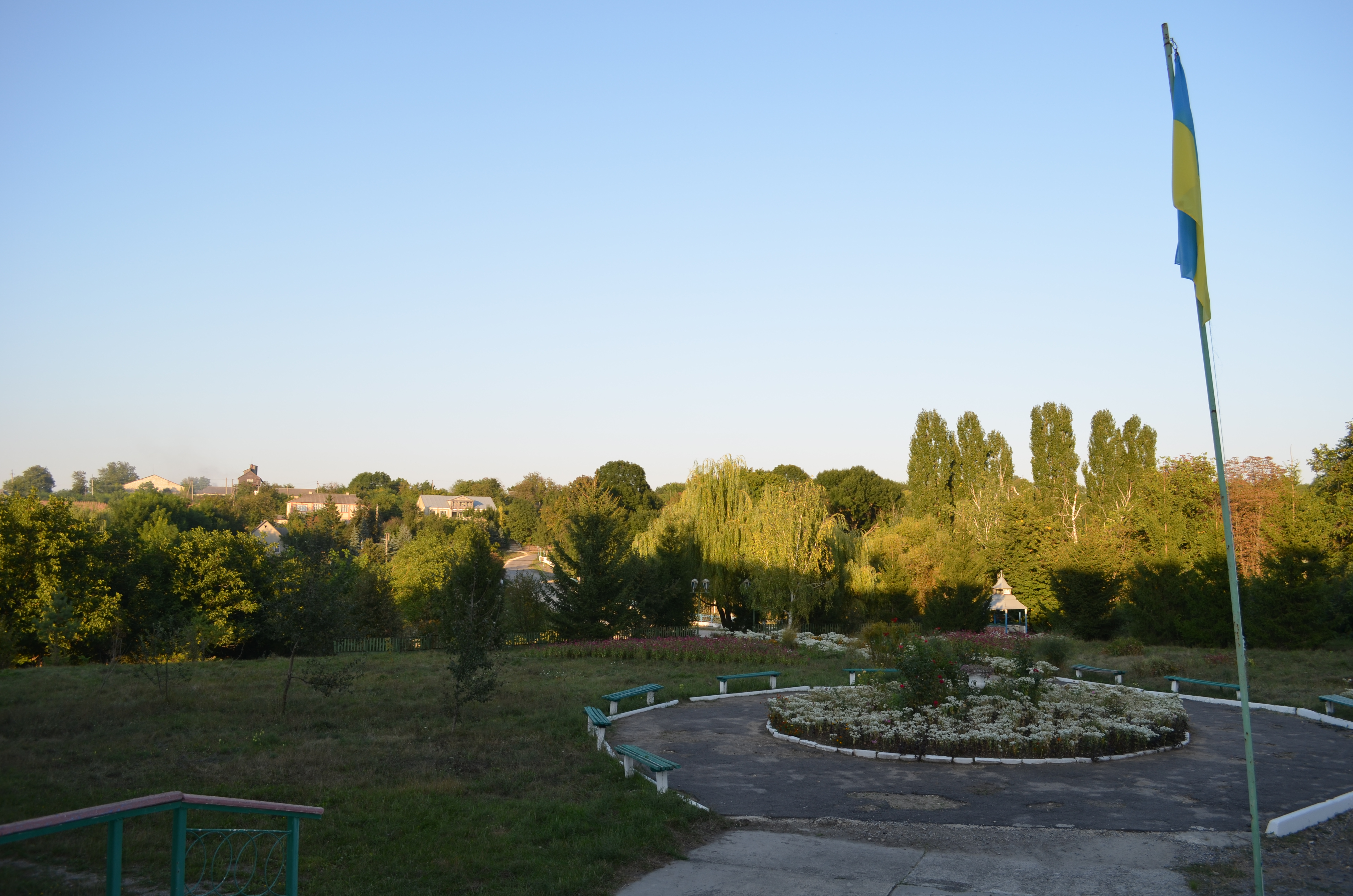
Вид зі шкільних сходів
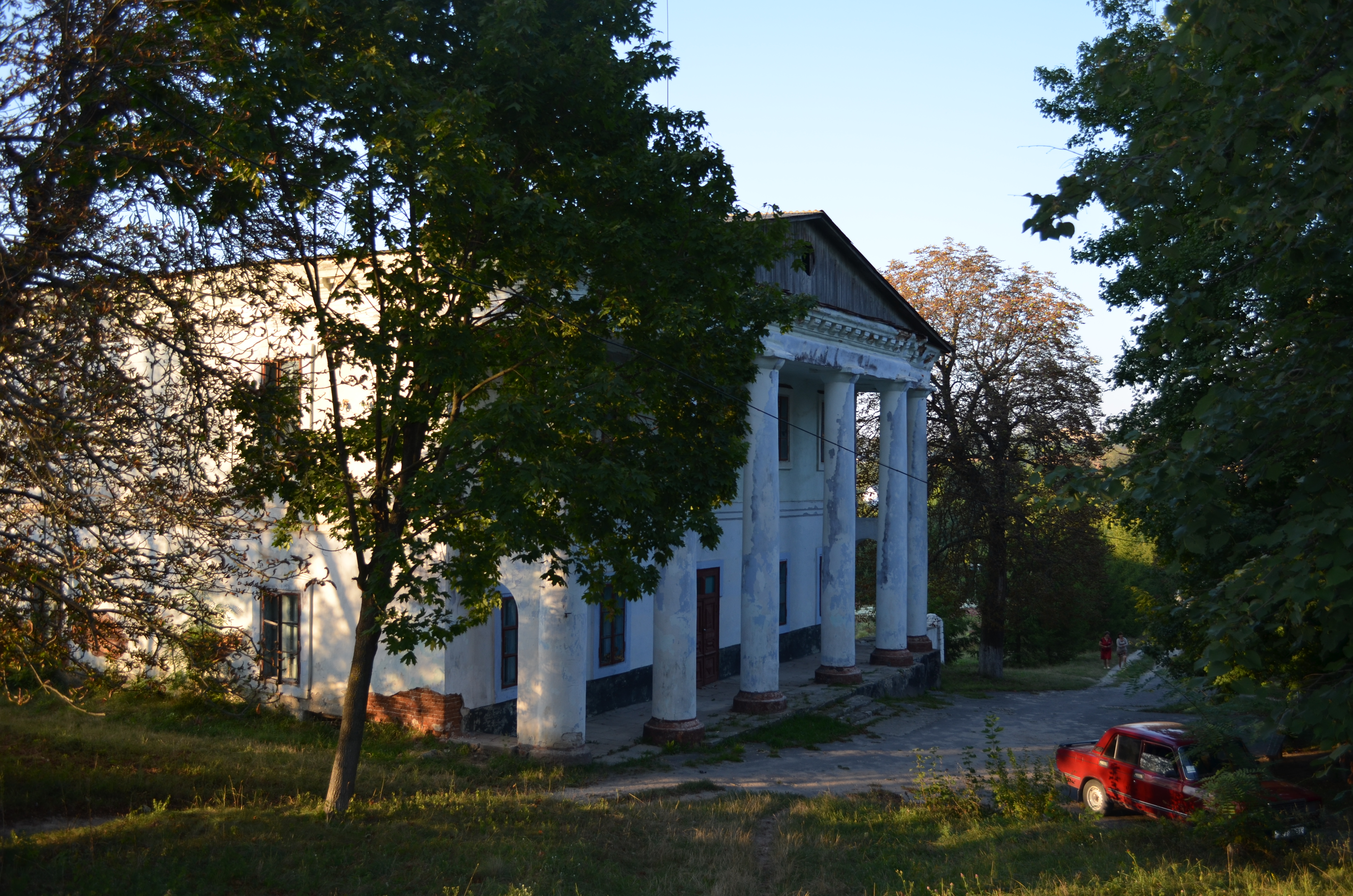
Будинок для панської прислуги
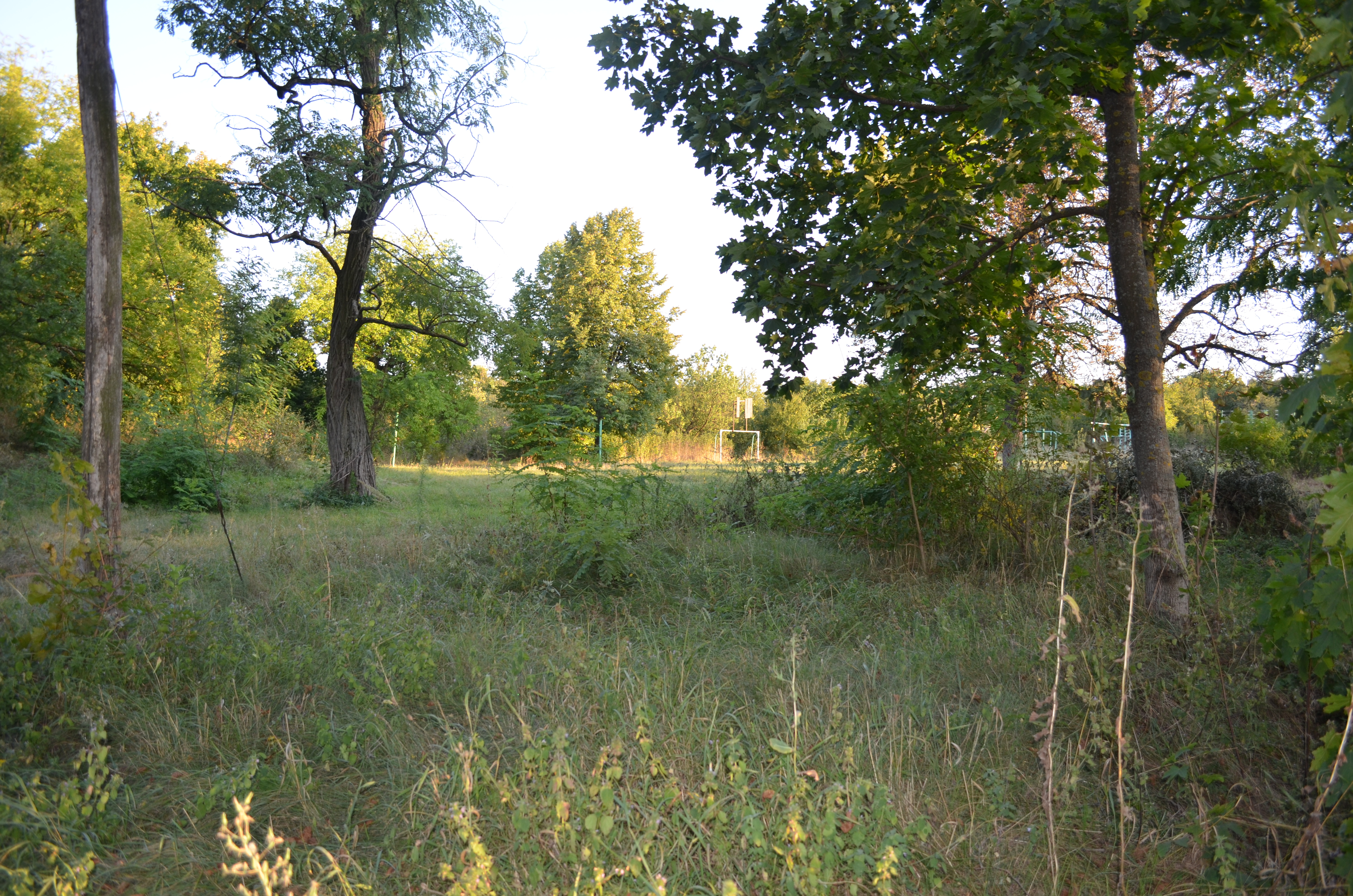
Місце, на якому стояв панський маєток
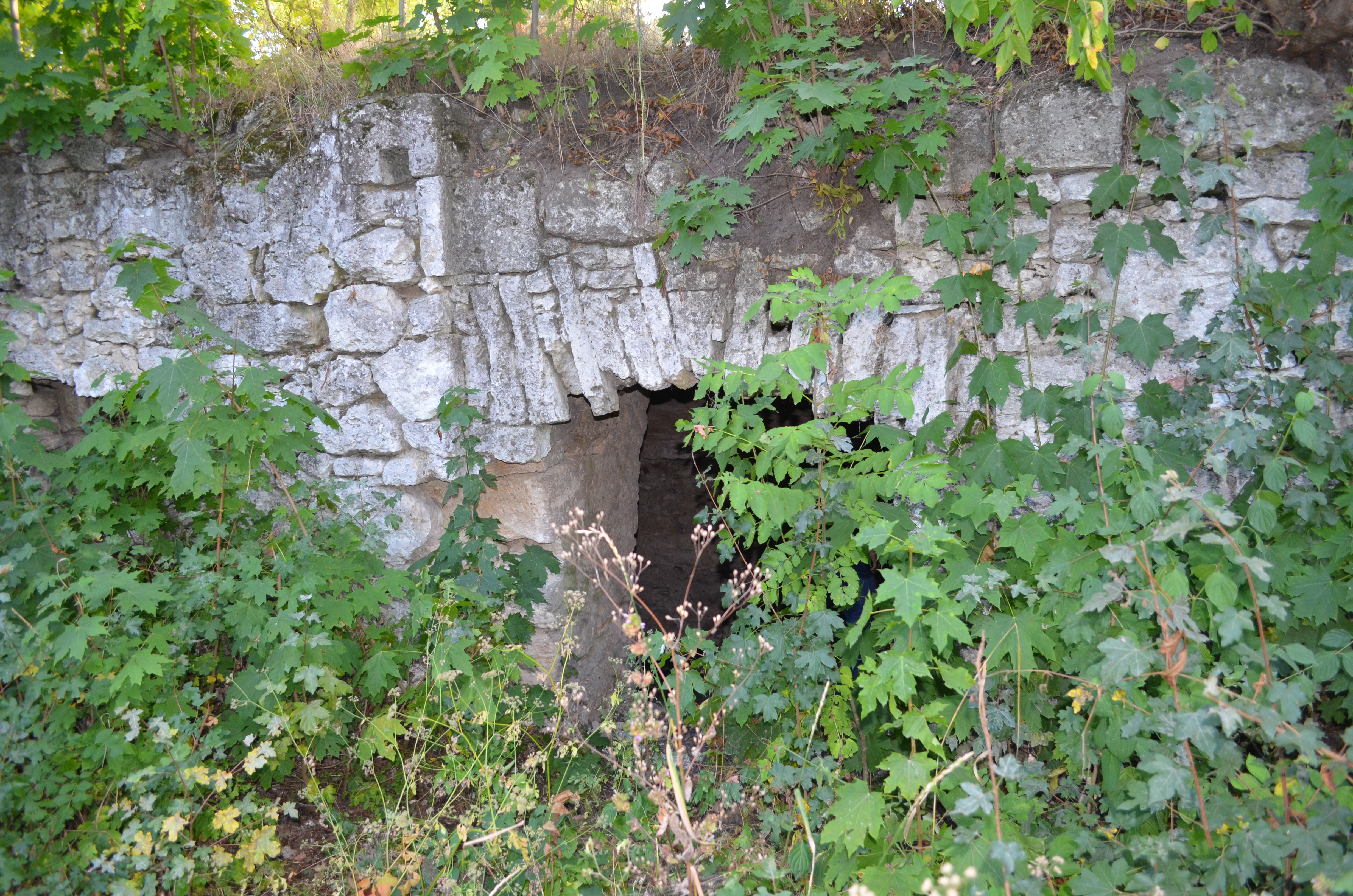
Панський погріб
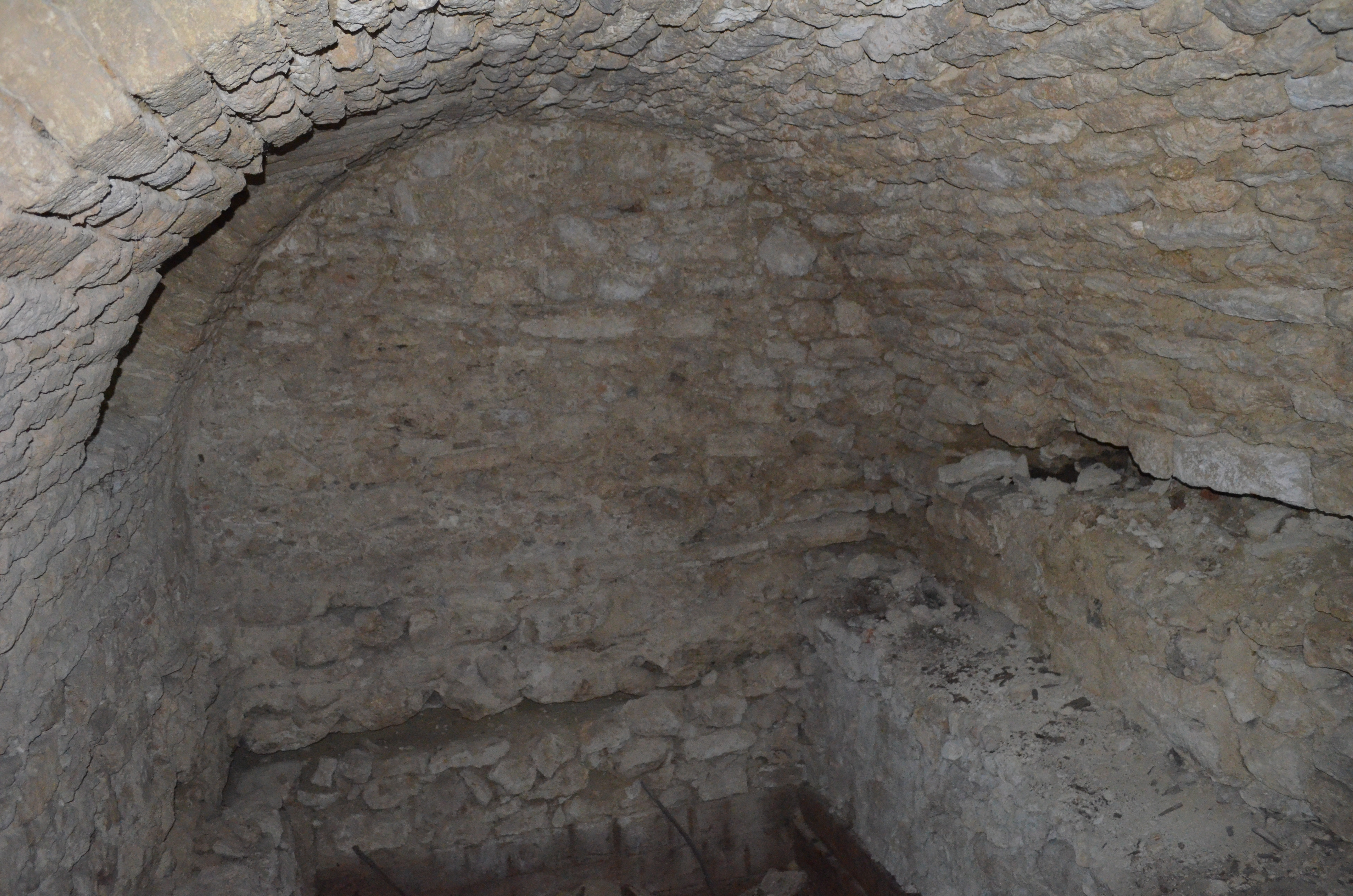
Всередині панського погреба
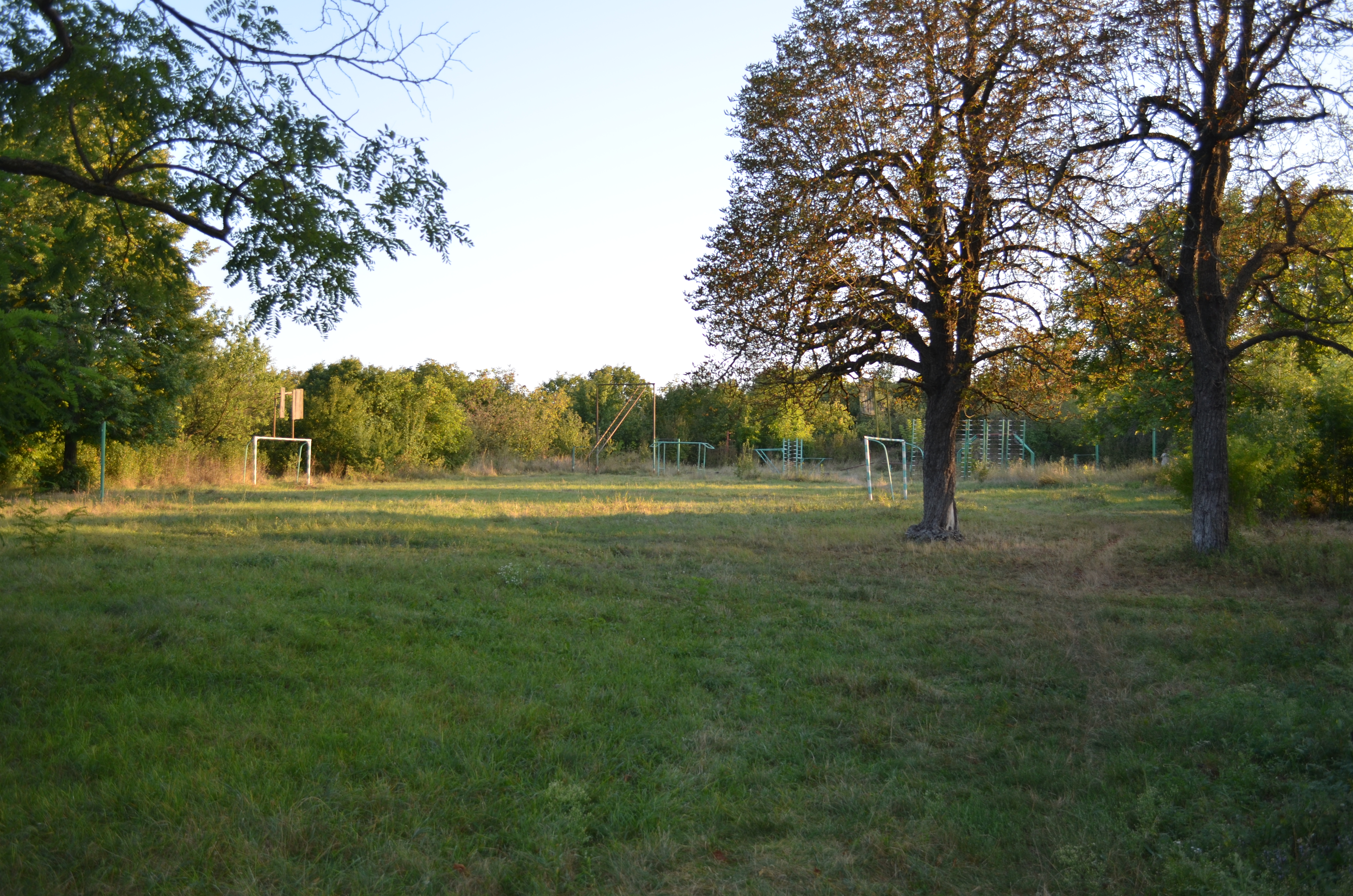
Спортивний майданчик
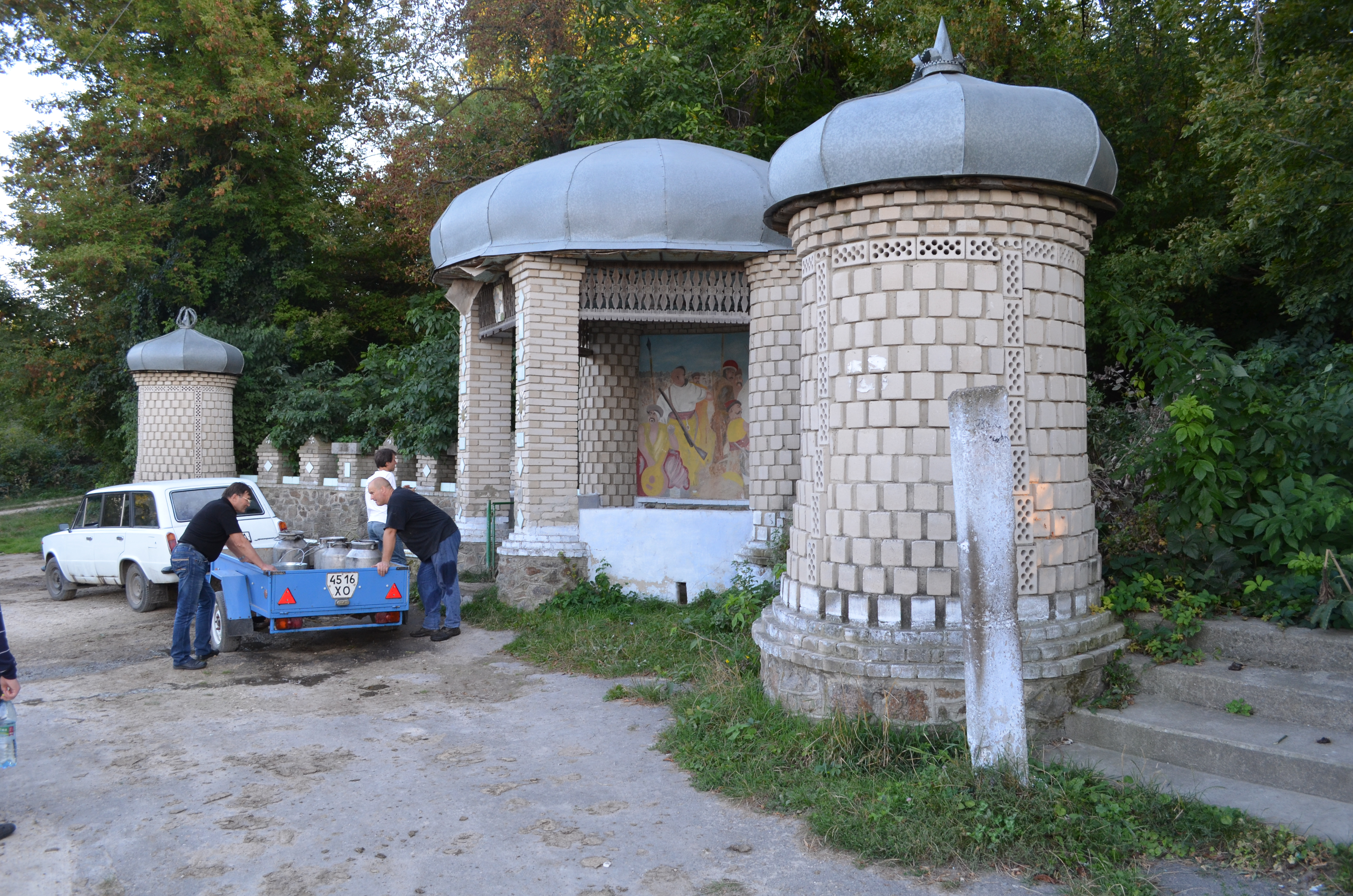
Джерело «Жолоб»
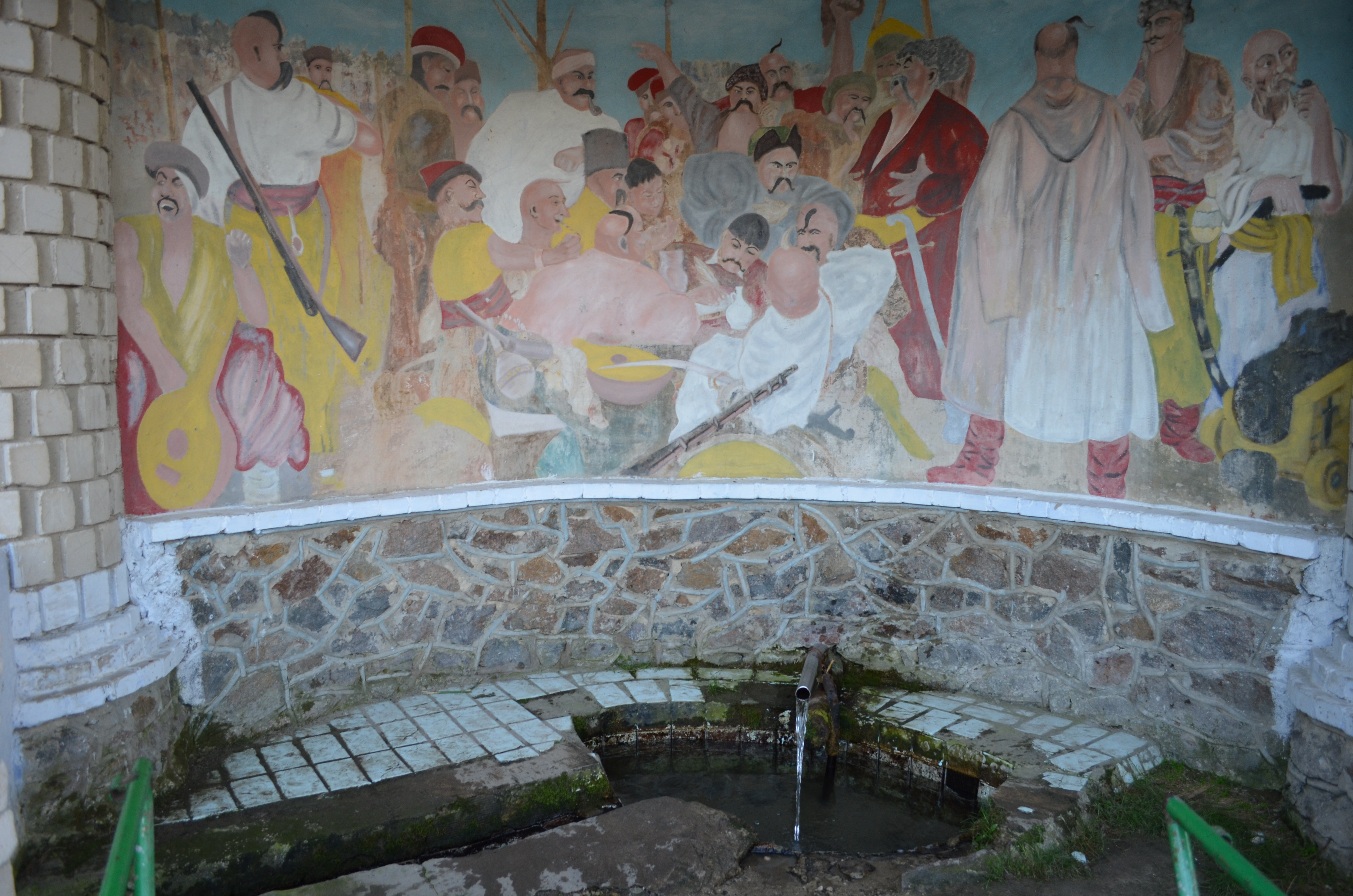
Джерело «Жолоб»

## Постаті
- Юзьков Руслан Володимирович (1993—2023) — старший сержант Збройних сил України, учасник російсько-української війни.